# ボリス・エリツィン (1875年生)
ボリス・ミハイロヴィチ・エリツィン（ロシア語: Борис Михайлович Эльцин、1875年 - 1937年11月27日）は、ロシア内戦期のバシコルトスタンで活動した革命家・政治家。

## 生涯

### 前半生
1875年、ロシア帝国キエフ県ズヴェニゴロトカに生まれたユダヤ人平民。1898年にオデッサの帝立ノヴォロシア大学 (ru) 医学部を卒業し、同年にロシア社会民主労働党に入党。1910年に革命運動に関与してウファ県に追放され、ベレベイ郡 (ru) やビルスク郡 (ru) で衛生医として働いていた頃にボリシェヴィキに接近した。1917年3月にはボリシェヴィキ・ウファ委員会幹部会およびウファ県ソビエト執行委のメンバーとなり、ウファ市議会議員としても活動。ウラジーミル・レーニンに反対してレフ・トロツキーの派閥に入り、ムスリムの間で宣伝活動を行った。

### 革命期
1917年11月8日（ユリウス暦10月26日）には党ウファ県委幹部会の、12月4日には県革命委と全ロシア中央執行委のメンバーとなった。同年5月から翌1918年7月までは党県委議長、1918年1月から7月までは県ソビエト執行委議長、4月から7月までは県人民委員会議議長および県革命委議長に就き、バシコルトスタンの工場国有化に従事。アレクサンドル・チュルパとともに、軍事委員エラズム・カドムツェフ (ru) による対コサック軍を編制した。5月のチェコ軍団蜂起に際しては、ウファからボリシェヴィキを撤退させることで、チェコ軍団の平和的な撤退を試みた。
6月にはモスクワへ移り、レーニンによって全ロシア中央執行委とロシア社会主義連邦ソビエト共和国内務人民委員部 (ru) 参議員に任命され、翌1919年まで委員部地域経済部部長を務めた。この時、エリツィンはプロレタリア独裁の考えを後退させたロシア共和国憲法の改定案を提出し、レーニンと対立した。
1919年1月にボリシェヴィキがウファを奪回すると、エリツィンはレーニンからバシコルトスタンのソビエト権力を組織する権限を与えられ、6月30日から8月まではウファ県革命委議長、7月から12月までは党県委議長、8月から翌1920年までは県ソビエト執行委議長を再び歴任。自治バシコルトスタンと対立し、「タタール＝バシキール共和国」構想に対する反対意見は第9回党大会でも話し合われた。さらにバシコルトスタンでの工業復興政策をレーニンによって批判され、1920年には同地での職を解かれた。

### 後半生
その後は1920年5月29日から翌1921年までウクライナ共和国社会保障人民委員に就き、また1920年からはロシア共和国教育人民委員部大政治教育部参議会や「クラースナヤ・ノーヴィ」(ru) 出版社社長、1925年からはロシア共和国ゴスプラン生産力研究会議議長を務めた。1923年には確たる左翼反対派として「46の宣言」に参加し、トロツキーの追放後も彼を支持し続けた。トロツキーはエリツィンを「党の背骨」の一人に数え、レーニンもまた彼をチュルパ、ニコライ・ブリュハノフとともに「責任あるソビエト労働者」と評したが、同時にその客観性については疑義を挟んでいる。
その後、エリツィンは1929年にトロツキストとして党を除名され、スーズダリ刑務所に収監された。そして1936年に再逮捕され、翌1937年11月27日に銃殺された。ヴャトカ県ソビエト執行委議長などを務めた長男ヴィクトルも1938年に銃殺され、次男も追放先のフェオドシヤで死去し、娘もまたシベリアへ追放された。その後、エリツィンは1956年に名誉回復がなされた。